# Daken
Daken Akihiro è un personaggio immaginario dei fumetti creato da Daniel Way (testi) e Steve Dillon (disegni), pubblicato dalla Marvel Comics. Apparso per la prima volta sulle pagine di Wolverine: Origins n. 10 (marzo 2007), Daken è il figlio di Wolverine e della sua sposa giapponese Itsu.

## Biografia del personaggio

### Origini
Frutto dell'amore fra Wolverine e Itsu, la gravidanza di Akihiro non venne mai portata a termine a causa del brutale omicidio della donna per mano di Soldato d'Inverno, reo di tale crimine commesso al fine apparente di spingere Logan a tornare sull'isola di Madripoor; in realtà fu Romulus a commissionare a Bucky l'omicidio della donna. Durante l'agonia di Itsu e la sua morte, avvenuta nel 1946, un misterioso uomo strappò il piccolo dal ventre materno e lo depositò sulla porta dei coniugi giapponesi Akihira e Natsumi. Si scoprì in seguito che il neonato riuscì a sopravvivere a tale traumatica esperienza solo grazie al fattore rigenerante ereditato dal padre. Accettando l'apparizione del piccolo come risposta divina alle loro preghiere, i due gli diedero il nome di Akihiro, anche se i domestici e gli altri membri della famiglia si riferivano a lui chiamandolo Daken, a causa del suo retaggio misto. Durante la crescita, Akihiro sviluppò una personalità sempre più fredda, tanto da venir evitato dagli altri ragazzi del villaggio e dai membri della sua stessa famiglia finché, una sera, origliando una conversazione fra i genitori, sentì la madre affermare di non essere riuscita ad imparare a volergli bene e confidare la sua gravidanza al marito. Ad un anno dalla nascita del tanto desiderato bambino, Akihiro giunse al confronto finale con la coppia e, dopo aver annunciato alla madre di aver ucciso il piccolo, uccide la madre. Ma il padre, incapace di alzare una mano contro il figlio, commette suicidio, lasciando entrare così in scena per la prima volta la misteriosa figura di Romulus. Daken morì in "Wolverine" a causa di una bomba fatta esplodere da lui stesso, subito dopo aver bruciato il suo fattore rigenerante a causa di una droga chiamata HEAT a Los Angeles ma poi è stato resuscitato da Gemelli di Apocalisse.

### Esule

Disegni di Joe Quesada.

Ad un certo punto della sua vita, adottò il nome in codice di Daken, anche se le sue attività precedenti allo sventramento di Dum Dum Dugan ed al confronto con il padre, che era rinchiuso in una cella dello S.H.I.E.L.D., rimangono sconosciute. Durante lo scontro con Wolverine, il quale era venuto a conoscenza della sua esistenza grazie ad un sogno fatto da Emma Frost, riuscì a sconfiggere il canadese ferendolo allo stomaco e lasciandolo sanguinante sul pavimento, così come tanto tempo prima sua madre era morta. Concluso lo scontro, aiutò il padre ad evadere di prigione, anche se le ragioni di tale atto non sono da imputarsi ad un improvviso moto d'affetto. Tempo dopo riappare a Berlino, ospite dalla sua amante, con la quale condivide una distorta e crudele relazione sentimentale. Per fare in modo di acquisire un passaporto frequenta un uomo, poi segretamente ucciso, e di ritorno a casa elimina anche la compagna avvelenando il bicchiere di Borgogna che era solita bere prima di andare a dormire.
Chiusa così la relazione, Daken si sentì libero di riprendere i suoi crimini in giro per l'Europa, sicuro di non aver lasciato tracce che lo collegassero ai due omicidi. Tempo dopo, mentre passeggiava tra le strade di Potsdam, venne affiancato da un misterioso individuo che gli riportò lo scontento del padrone per non aver adempiuto al suo compito. Ucciso il messaggero per non lasciare tracce della sua presenza, si diresse alla stazione dove prese un treno per Bruxelles. Durante il viaggio ricevette una telefonata da parte del redivivo Cyber che gli confermava la destinazione di Wolverine, e giunto in città si recò direttamente alla sede della banca nella quale era custodito il Sintetizzatore di Carbonadio. Lì, ingaggiò una lotta con il padre nella quale dimostrò tutte le proprie doti di combattente, tanto che riuscì nuovamente a sconfiggere l'uomo, aiutato dal fatto che Wolverine non intendeva eliminarlo convinto che potesse ancora essere redento. Prima che Daken potesse sferrare il colpo di grazia, il combattimento venne interrotto da Cyber che ne ingaggiò uno nuovo col giovane, lasciando il tempo a Wolverine di rigenerarsi. Nel mentre dello scontro, venne rivelato che era stato lo stesso Cyber ad allenare Daken e a farne il grande combattente capace di sconfiggere il padre. Rifiutatosi di condurre l'uomo dal suo padrone fuggì dal luogo dello scontro, lasciando i due a vedersela fra loro. Incorso nelle ire del suo padrone, Daken venne crudelmente e brutalmente torturato da Wild Child. Trascorsi un paio di mesi nelle mani dell'uomo, gli venne proibito di riavvicinare il padre, pena la morte per mano di Romulus, rivelatosi il fantomatico e misterioso padrone sia di Daken che di Wild Child.
Venuto a conoscenza della taglia posta sulla testa del padre e trasgredendo agli ordini, Daken ritornò in scena durante uno scontro fra Deadpool e Wolverine. Il ragazzo affrontò il mercenario fino a quando questi non svenne a causa della massiccia perdita di sangue dovuta alle numerose ferite, dandogli il tempo d'ingaggiare una lotta col padre. Approfittando di un suo momento di distrazione, il canadese gli fece sparare alla nuca uno speciale proiettile composto di carbonadio, progettato dal Riparatore, ed in grado di mettere in crisi il suo fattore rigenerante. Stremato dal combattimento e dalle tossine rilasciate dal carbonadio, Daken apprese che l'intero scenario era stato pianificato dal padre avvalendosi della collaborazione di Bucky che, oltre ad aver sparato il colpo decisivo, aveva assunto Deadpool per fargli uccidere Logan, immaginando che Daken non avrebbe permesso a nessun altro di togliergli la soddisfazione di eliminarlo. Come risultato della ferita da proiettile, le prodigiose capacità curative di Daken, ormai privo di sensi, vennero drasticamente ridotte, ma non completamente soppresse. Prima di uscire di scena, Wolverine raccomandò a Deadpool di non avvicinarglisi mai più, o lo avrebbe affettato e poi mangiato.

#### Peccato Originale
Affetto da amnesia come conseguenza del proiettile di carbonadio ancora nel suo cranio, Daken decide di fidarsi del padre. Wolverine chiede quindi l'aiuto di Xavier, proprio mentre Sinistro e Sebastian Shaw gli rapiscono il figlio e lo portano in una delle loro basi segrete. Lì, la donna cerca d'insinuarsi nella sua mente per trasformarlo in un ubbidiente burattino ma viene bloccata da una pericolosa trappola telepatica nascosta nella mente di Daken presumibilmente da Romulus; a seguito di ciò i due sviluppano una superficiale relazione affettiva. A New York City, intanto, Wolverine e Xavier fanno irruzione all'interno del Club infernale e ne affrontano la nuova Cerchia interna, scoprendo che essa non aveva nulla a che fare con il rapimento di Daken. Dopo accurate indagini riescono a trovare il luogo in cui viene tenuto prigioniero e irrompono a liberarlo; durante lo scontro Xavier riesce a superare la trappola mentale e a mostrare la verità sulla morte di Itsu a Daken che, dopo aver allontanato Sinistra ferendole il ventre, si unisce al padre alla ricerca di vendetta contro Romulus.
In seguito, Daken tradisce il padre alleandosi con Cyber e seguendo un suo piano volto a raccogliere più informazioni possibili su Romulus. Appreso ciò che gli interessava sapere, tradisce anche quest'ultimo e se ne va per la sua strada.

### Dark Reign

Daken nei panni di Wolverine. Disegni di Leinil Francis Yu.

Quando Norman Osborn decide di mettere assieme un nuovo gruppo di eroi al servizio del Governo degli Stati Uniti, contatta Daken offrendogli non solo il ruolo di Wolverine ma anche il nome. Indossata la vecchia uniforme del padre, marrone e arancione, viene mostrato al pubblico come uno dei membri dei Vendicatori guidati da Osborn in persona ed al diretto servizio di H.A.M.M.E.R..
Dopo la presentazione pubblica, Ciclope decide di utilizzare la spada Muramasa (unica arma al mondo in grado di uccidere coloro che possiedono un fattore rigenerante e donatagli da Wolverine) per uccidere Daken sapendo che ogni sua azione potrebbe creare seri problemi d'immagine agli X-Men poiché viene spacciato per Wolverine dai media, e teme che l'opinione pubblica possa confonderlo con il vero Wolverine. Ciclope non sa però che Daken intende portarlo allo scoperto per impossessarsi dell'arma. Armatosi di numerosi esplosivi riesce a mettere fuori combattimento il team di X-Men che gli dava la caccia, quando Wolverine viene informato da Bestia di quel che succede e raggiunge gli X-Men salvando la vita a Ciclope poco prima che Daken lo decapitasse. Dopo un cruento combattimento riesce ad impossessarsi di una parte della spada e a fuggire. Contatta poi il Riparatore per fare in modo che gli fonda il metallo della spada in uno degli artigli cosicché possa uccidere Romulus (dotato di fattore rigenerante) senza che possa guarire. Intuito il suo piano, Wolverine cerca di fermarlo dirigendosi verso un treno abbandonato fra i tunnel della Grand Central Station di New York dove avverrà l'operazione. In uno scompartimento è presente anche Romulus e nonostante Wolverine si trovi finalmente vicino a compiere la sua vendetta decide di lasciarlo andare per fermare il Riparatore; tuttavia non riesce ad arrivare in tempo ed apprende che ora Daken possiede un artiglio capace di uccidere annullando qualsiasi fattore rigenerante. Quando Wolverine gli racconta gli eventi accaduti nella carrozza con Romulus ad un passo ma che nonostante tutto lo abbia poi lasciato andare per riuscire a soccorrerlo, Daken si arrabbia e colpisce Logan al centro del petto, usando i suoi artigli normali, causandogli grande dolore e svenimento ma lasciandolo comunque in vita.
Assieme ai Vendicatori, intanto, parte per la Latveria in aiuto di Destino che è sotto l'attacco di Morgana Le Fay. Sventata la minaccia, il gruppo torna alla base, dove Osborn ordina a lui e Bullseye di vestire i loro vecchi costumi e uccidere l'Uomo Ragno al Festival della Grande Mela. Tuttavia la missione si conclude con un fallimento e Daken viene inviato ad affrontare Punisher supportato da un plotone di soldati H.A.M.M.E.R. Dopo una violenta battaglia, taglia le braccia di Frank Castle e lo decapita per poi gettarne via i resti dilaniati.

#### Utopia
Impegnato in un allenamento con Bullseye e alcuni droni, Daken passa nel mentre in rassegna la sua vita paragonandosi al padre. Accettando l'invito di Osborn di accompagnarlo all'opera gli viene esposto durante il tragitto il piano per la creazione di un gruppo di X-Men governativi e il suo ruolo nel progetto. Benché in ultimo accetti, Daken precisa a Osborn che a differenza di Wolverine lui è sempre padrone della sua volontà, non si lascia mai sopraffare dall'istinto ed è l'unico in grado di decidere delle proprie azioni non lasciandosi condizionare da ricatti o adulazioni. Giunto a San Francisco viene presentato a Emma Frost, leader del gruppo, e subito inviato in missione per sedare una rivolta guidata da Satiro. Di ritorno alla base di Alcatraz, Emma gli impedisce di picchiare uno dei prigionieri dando vita ad una discussione interrotta dall'arrivo di Osborn. Accusato da Bullseye di lavorare in più squadre e prendersi tutta la fama dà inizio ad uno scontro. A seguito del trasferimento degli X-Men sull'isola di Utopia e al tradimento di Emma, Namor, Cloak e Dagger, Osborn ordina ai suoi di assaltarne le coste. Nell'infuriare dello scontro Daken viene sconfitto da X-23, Corazza e Pixie e costretto alla fuga assieme ai Vendicatori e agli X-Men governativi.

## Aspetto e personalità
Daken si distingue dal padre per alcuni tratti. Si presenta con l'aspetto di un uomo sui vent'anni, prestante e atletico fisicamente, con un taglio simile a uno stile moicano. Ha un carattere piuttosto freddo e calcolatore: a differenza del padre persegue soltanto i propri scopi e non ha alcun rimorso ad uccidere. Sembra privo dei principi morali che talvolta suo padre dimostra. Odia e disprezza il padre e diverse scelte che ha compiuto nella vita, definendo le proprie azioni e capacità frutto della propria volontà e non del controllo da parte di altri.
Ironicamente tuttavia è diventato molto simile al padre. È inoltre legato a X-23, il clone femminile di suo padre, ciò che più vicino ha ad una sorella: i due sembrano avere un rapporto simile a quello fra Wolverine (X-23) e Sabretooth (Daken). È inoltre bisessuale: lo si è visto usare talvolta i suoi poteri per sedurre personaggi maschili, ma ha anche sedotto più volte delle donne.

## Poteri e abilità
Come Wolverine, la principale abilità mutante di Daken consiste in un accelerato fattore rigenerante capace di riparare danni a qualsiasi tipo di tessuto e sostituire le cellule morte. Il fattore rigenerante rallenta l'invecchiamento, facendo sì che, benché conti più di sessant'anni non ne dimostri che una ventina. Sembra tuttavia che non sia efficace quanto quello del padre, infatti dopo una massiccia dose di danni può morire prima di curarsi e può inoltre morire in condizione di assenza di ossigeno. Possiede anche sensi, riflessi, forza e agilità sovrumana che combinati con il suo più caratteristico elemento mutageno, vale a dire gli artigli protrattili, ne fanno un individuo estremamente pericoloso e letale. Gli artigli di Daken sono già formati da una sostanza metallica di colore nero e quindi già molto resistenti. Come retaggio paterno, sembra che il possesso e la differente locazione degli artigli faccia parte sia del suo genoma sia di quello della sorellastra X-23, benché questa conti due artigli fra le nocche ed uno fra le dita dei piedi, mentre Daken, oltre ai due fra le nocche, ne presenta uno all'interno del polso: grazie all'innesto della lega di cui è composta la spada Muramasa è capace di ferire e uccidere anche chiunque possieda un fattore rigenerante, sebbene nel caso l'artiglio dovesse frantumarsi o rompersi le schegge gli danneggerebbero il corpo; in seguito, Wolverine ha usato la stessa Spada di Muramasa per asportare gli artigli metallici di Daken, e a causa del potere della spada sono ricresciuti più lentamente del normale. Inoltre, possiede anche l'abilità di secernere particolari feromoni capaci di alterare gli stati d'animo altrui per generare e reprimere emozioni, oppure per alterare le loro percezioni fino al punto di riuscire a mascherare la propria persona. Daken è un letale combattente corpo a corpo, addestrato da Cyber e Romulus: è riuscito a mettere in difficoltà personaggi come Wolverine e battere Punisher. Sebbene non abbia tutta l'esperienza o le capacità di suo padre, si presenta già come un personaggio molto pericoloso. Come risultato dei condizionamenti subiti da Romulus, la mente di Daken si presenta simile ad una sorta di trappola psichica nella quale anche il più esperto telepate può rimanere intrappolato, tuttavia, tale manipolazione sembra essere solo un'accentuazione della sua naturale resistenza alla telepatia ed agli assalti mentali in generale.